# Центр национальной компьютерной безопасности Великобритании
Национальный центр кибербезопасности Великобритании (англ. National Cybersecurity Center, NCSC) — организация правительства Великобритании, которая оказывает консультативную помощь и поддержку государственному и частному секторам в вопросах предотвращения угроз компьютерной безопасности. Организация была основана в Лондоне и начала функционировать в октябре 2016 года. Её материнской организацией является GCHQ.

## История
3 октября 2016 года правительство Великобритании, во главе с Елизаветой II, основало новый Национальный центр компьютерной безопасности, чтобы помочь британским организациям лучше защищаться от нападения хакеров и реагировать на инциденты, связанные с безопасностью.
Планы NCSC были объявлены в ноябре 2015 года Джорджем Осборном. По его словам, центр будет состоять из первой «кибер-силы» страны, которой поручено заниматься крупными кибер-инцидентами. Согласно официальному заявлению, центр должен был базироваться в Челтенхеме, где находится штаб-квартира GCHQ, но был перенесен в Лондон.
Новый центр является частью британского агентства по разведке информации и кибербезопасности GCHQ, что сопоставимо с Агентством национальной безопасности США.  Компания будет предотвращать основные угрозы со стороны враждебных государств и преступных группировок, а также защищать людей от атак небольших масштабов и глубоко разрушительных атак, которые вызывают много сбоев и разочарований.
В своем выступлении на сентябрьском саммите по кибербезопасности в Вашингтоне Мартин[прояснить] отметил, что в Национальный центр кибербезопасности будут включены эксперты в области безопасности из внутренней службы безопасности — MI5, а также CERT-UK и GCHQ. Он также заявил, что компания будет иметь формализованные и интегрированные оперативные партнерские отношения с правоохранительной, оборонной и частной промышленностью.
Великобритания является одной из самых зависимых в цифровом отношении экономик, с цифровым сектором, по оценкам, стоимостью более 118 млрд фунтов стерлингов в год. Национальный центр кибернетической безопасности начал работу в рамках пятилетней стратегии с бюджетом в £1.9 млрд.
Для выявления угроз, сотрудники из Виктории, Центральной части Лондона, были объединены с экспертами частного сектора. Финансирование прикомандированных в центр 100 сотрудников частного сектора осуществляется за счет собственных компаний.
Чтобы сосредоточиться на кибер-инцидентах, а не на сборе разведывательной информации, в центре будет рассмотрена эффективность Директивы Президента США № 41 о правах человека. Выпущенный в июле PPD-41 определяет, как федеральные агентства США будут реагировать на любой кибер-инцидент, будь то с участием государственных или частных структур, а также создает рамки для федеральных агентств для реагирования на значительные инциденты в киберпространстве.

## Работа Центра
В задачи Национального центра компьютерной безопасности Великобритании входит:
Своевременное обнаружение кибер-атак и их быстрое устранение.
НЦБК обнаруживает уязвимости в сайтах государственного сектора, государственных ведомств, выводит из строя десятки тысяч фишинговых сайтов, выявляет спуфинг электронной почты.
Для блокирования доступа к плохому материалу из государственных систем, программа использует защищенный сервер доменных имен (DNS), созданный Nominet, поддерживает протокол аутентификации, отчетности и соответствия протокола на основе доменов (Dmarc) для блокировки плохих писем.
С помощью новой программы активной киберзащиты, средний срок службы фишингового сайта, размещенного в Великобритании, сократился с 27 часов до часа.

## Проблемы
На июньском референдуме о членстве Великобритании в Европейском Союзе 2016 года большинство избирателей выбрали свою страну для выхода из Евросоюза. Это может послужить основной проблемой компьютерной безопасности страны.
Несмотря на то, что в интересах Великобритании помогать организациям внутри страны лучше бороться с кибер-атаками, тем не менее, усилия по разведке и полицейской деятельности по борьбе с киберпреступностью могут быть безуспешными.
Нынешние усилия по обмену разведывательной информацией, действующие через правоохранительное разведывательное агентство Европейского Союза Европол и его Центр электронной киберпреступности, подвергаются риску, пока британское правительство пытается разобраться в политических проблемах. Так как Британия сыграла жизненно важную роль в создании и управлении Европолом и Евросоюзом, а их соответствующими лидерами являются британский государственный служащий Роб Уэйнрайт и ветеран полиции Шотландии Стивен Уилсон, эти риски сокращаются в обоих направлениях.
Для гарантии, что Великобритания останется членом Европола, по крайней мере, до завершения переговоров по статье 50 выхода Великобритании из Европейского союза, Шотландское правительство призвало правительство Великобритании подписывать протоколы о членстве. Переговоры планируют завершить в апреле 2019 года.
Чтобы защитить Шотландию и остальную часть Великобритании от угроз терроризма, киберпреступности и организованной преступности, министр юстиции Шотландии Майкл Мэтисон, в своем заявлении, выделил ключевую мысль о том, что способность быстро обмениваться информацией и координировать операции с другими правоохранительными органами через Европол является важнейшей функцией к обнаружению, срыву и задержанию преступников через границы.
Правительство планирует настаивать на продолжении обмена информацией после выхода из Европейского Союза. По словам Премьер-министра Великобритании, сотрудничество правоохранительных органов будет продолжаться также, когда страна будет находиться за пределами Европейского Союза. Правительство будет делать все возможное для того, чтобы жители Великобритании были в безопасности.
Однако одна значимая проблема заключается в том, что Европол является агентством Европейского Союза. Полный доступ к информации зарезервирован только для членов Европейского Союза. Выйдя из Европейского Союза, Великобритания утрачивает право на принадлежность к Европолу и потенциально может использовать такие судебные инструменты Европейского Союза, как ордера на арест Европейского Союза.
Выход Великобритании из Европейского союза может сильно осложнить ситуацию, с точки зрения правоохранительных органов, по борьбе с киберпреступностью, так как в настоящее время в этой области совершается большое количество преступлений.
При выходе из Европейского союза Великобритания может оказаться с гораздо меньшим доступом к ресурсам. Из-за этого может потребоваться наиболее большой центр кибербезопасности, чем в настоящее время.

## Роль России
После предположения о том, что Россия использует кибер-атаки для вмешательства в президентские выборы США, вопросу кибербезопасности Великобритании было уделено особое внимание.
По словам бывшего руководителя NCSC Кирана Мартина, Россия значительно изменила и улучшила подход к кибер-атакам. Французские и немецкие чиновники предупредили о возможности вмешательства в предстоящие выборы, но глава NCSC заявил, что не было никаких доказательств того, что было совершено нападение против демократического процесса в Великобритании.
Чиновники считают, что правительству и частному сектору Великобритании потребовались немалые усилия для того, чтобы сделать страну очень трудной целью для атак. Их беспокоит не только кибератака на инфраструктуру в целом, но и потеря доверия со стороны потребителей и бизнеса к цифровой экономике, в результате действий преступников, использующих уязвимости в интернете.
Благодаря работе GCHQ, NCSC может обнаружить кибер-атаки по всему миру. GCHQ заметил интерес в отношении информации Демократической партии США со стороны российских хакеров, о котором она тогда информировала власти США.

## Украина
Великобритания давно сотрудничает с Украиной в сфере кибербезопасности. После начала российского военного вторжения началось прямое предоставление помощи. Британское правительство предоставило Украине компьютерную технику и программное обеспечение для защиты от различных видов кибератак, обеспечив безопасность объектов инфраструктуры и государственных учреждений. Помимо этого, британская поддержка предусматривает предоставление украинским аналитикам разведданных, помогающих вычислить, откуда исходит угроза, в чем она заключается и против каких целей направлена.
Хотя Россия всегда отрицала факт таких кибератак, по словам экспертов, они были беспрецедентными, начались еще до российского вторжения, шли волнами и заметно активизировались во второй половине 2021 года, во время подготовки к нападению на Украину. Тот факт, что российским кибервзломщикам так и не удалось нанести Украине серьезный ущерб, эксперты объясняют организованной работой украинских специалистов, которым помогали сотрудники зарубежных компаний и правительственных организаций, и в первую очередь — Великобритания, имеющая обширный опыт борьбы с международной киберпреступностью.
Директор Национального центра кибербезопасности Британии Линди Кэмерон заявила:
Мы гордимся тем, что принимаем участие в обеспечении кибербезопасности Украины. В киберпространстве российская агрессия встретила оборону не менее внушительную, чем на реальном поле боя.